# Castilleja alpicola
Castilleja alpicola är en snyltrotsväxtart som beskrevs av Tsan Iang Chuang och L.R. Heckard. Castilleja alpicola ingår i släktet målarborstar, och familjen snyltrotsväxter. Inga underarter finns listade i Catalogue of Life.